# 15:17 to Paris
15:17 to Paris (Originaltitel: The 15:17 to Paris, deutsch Der 15:17er nach Paris) ist ein US-amerikanischer Spielfilm von Clint Eastwood, aus dem Jahr 2018. Er handelt von einer wahren Begebenheit, in der mehrere US-Amerikaner in einem Schnellzug von Amsterdam nach Paris einen Attentäter überwältigten.

## Handlung
Der Film handelt vom Anschlag auf den Thalys-Zug am Abend des 21. August 2015 im belgisch-französischen Grenzgebiet. In Rückblenden – beginnend mit der christlichen Schule in Sacramento (Kalifornien) im Jahr 2005 – werden die gemeinsame Schulzeit und die Lebensläufe von Spencer, Alek und Anthony gezeigt. 
Schließlich fahren sie auf einer Urlaubsreise durch Europa mit dem Schnellzug Thalys von Amsterdam nach Paris. Während der Fahrt überwältigen sie gemeinsam mit Christopher Norman und dem dabei lebensgefährlich verletzten Mark Moogalian den Attentäter Ayoub El Khazzani.

## Hintergrund

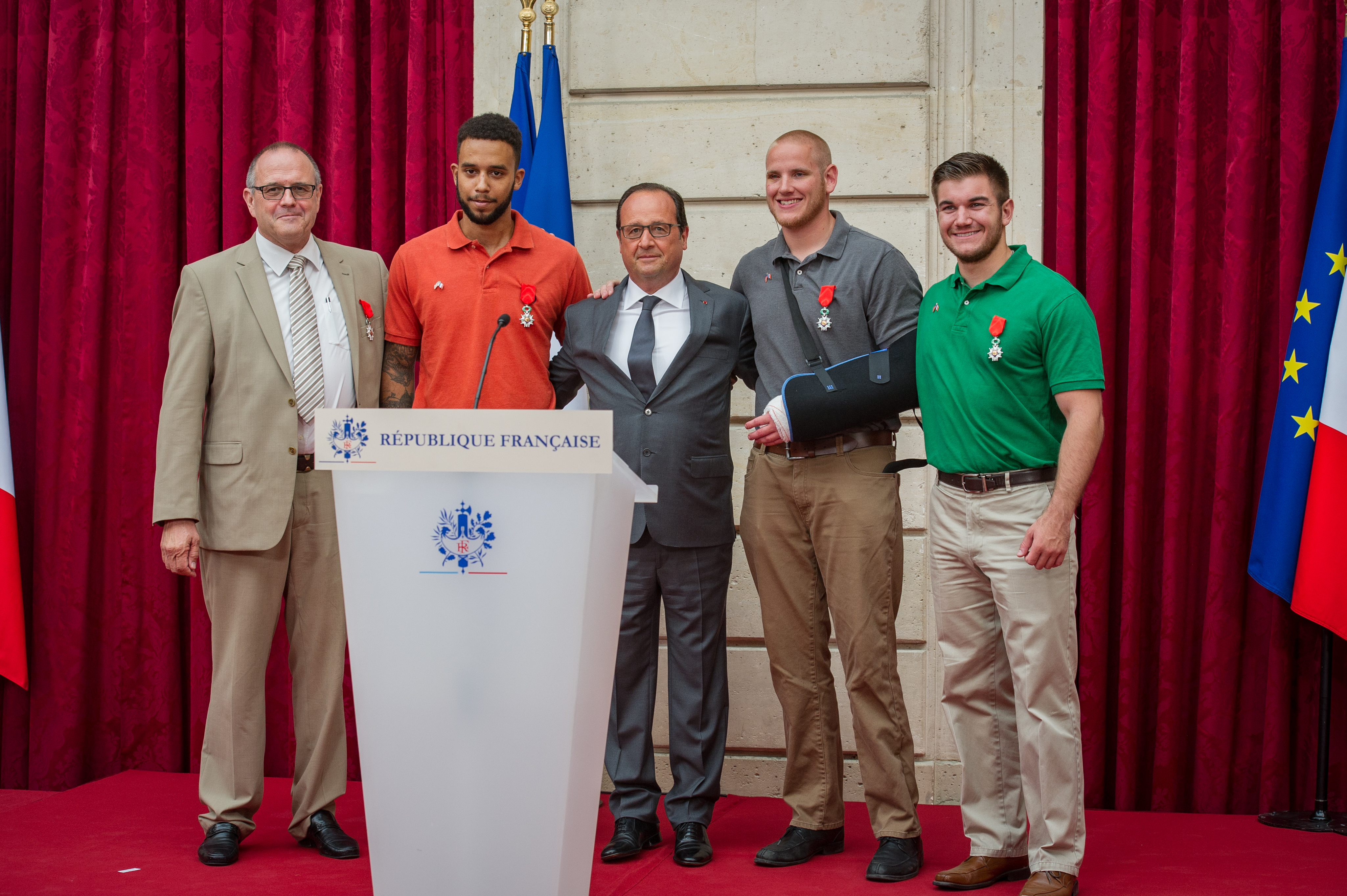
Chris Norman, Anthony Sadler, Präsident Hollande, Spencer Stone und Alek Skarlatos nach der Verleihung der Orden der Ehrenlegion im Élysée-Palast am 24. August 2015

Clint Eastwood suchte für die drei als „Thalys-Helden“ gefeierten Amerikaner – die Soldaten Spencer Stone und Alek Skarlatos sowie den Studenten Anthony Sadler – keine Schauspieler, sondern ließ sie sich selbst spielen. Im August 2017 traf Eastwood zu Dreharbeiten in Venedig ein, die Premiere fand am 5. Februar 2018 in Hollywood statt. Der Titel „15:17 to Paris“ bezieht sich auf die Abfahrtszeit des Zuges vom Bahnhof Amsterdam Centraal.
Die Produktionskosten wurden auf 30 Millionen US-Dollar geschätzt. Der Film spielte in den Kinos weltweit rund 57 Millionen US-Dollar ein, davon 36 Millionen US-Dollar in den USA.

## Kritik
„Das ist ein starker Eindruck des Films: Diese Helden spielen zwar sich selbst, aber sie produzieren sich nicht. Ihre Scheu vor der Kamera haben sie gerade so weit abgelegt, dass man ihnen ohne Qualen zuschauen kann, aber ihre Scheu vor jeder Art von Falschheit bleibt. Das trägt einerseits dazu bei, dass der ganze Film eine grundsympathische Unternehmung bleibt – und verdammt ihn andererseits zur absoluten Langeweile.“

„Das schlichte Drama rekapituliert die Lebensgeschichte der drei Soldaten, die in streng religiösen Verhältnissen aufwuchsen. In der um Authentizität bemühten Fiktionalisierung spielen die Männer sich selbst. Die Inszenierung des religiösen Erbauungsfilms konterkariert christliche Werte allerdings durch die Glorifizierung von Gewalt.“